# Gay-Lussacs lov
Gay-Lussacs lov eller Gay-Lussacs 1. lov er en empirisk lov, der siger, at trykket {\displaystyle p} i en gas under konstant volumen er proportional med den absolutte temperatur {\displaystyle T}.
{\displaystyle p\propto T}
Loven gælder for idealgasser og er i dag en del af idealgasligningen.
Hvis en gas opvarmes, vil forholdet mellem tilstand 1 og tilstand 2 således være:
{\displaystyle {\frac {p_{1}}{T_{1}}}={\frac {p_{2}}{T_{2}}}}
Loven blev først fundet af den franske fysiker Guillaume Amontons, men er opkaldet efter Joseph Louis Gay-Lussac.